# Daishō
Daishō (jap. 大小; dosł. duży-mały) – komplet dwóch noszonych razem mieczy japońskich: długiego (katana lub tachi) oraz krótkiego (wakizashi lub tantō). Daishō noszone było przez samurajów w okresie Edo, natomiast wytwarzana później broń tego typu nie stanowi już w sensie prawnym (i kolekcjonerskim) kompletów daishō.

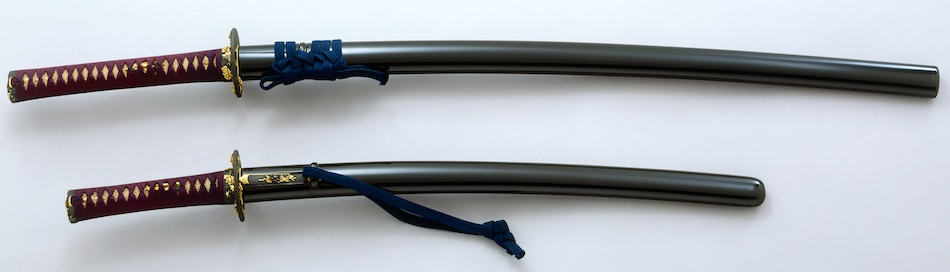
Daishō (katana i wakizashi)

Osobno broń długa (daitō) noszona była po lewej stronie pasa jedynie przez wyższych rangą samurajów, natomiast broń krótka (shōtō) z prawej strony pasa przez bogatszych kupców, służby publiczne itp. W zestawie Daishō oba miecze noszone były po stronie lewej, zgodnie z zasadą noszenia katany bardziej na zewnątrz, z saya przechodzącą przez sploty kakuobi i pasy hakamy. Wakizashi wkładano zaś wyłącznie w sploty kakuobi.
Zestaw katana i wakizashi był z reguły preferowany do noszenia na co dzień przez samuraja za to podczas bitwy nosiło się też tantō, ale nie była to zasada i ostatecznie to czym walczył zależało od samuraja. Oba miecze noszono ostrzami do góry.